# Accord RAMOGE
Lire en ligne

lire sur son site officiel

L'accord RAMOGE est un traité de protection de l'environnement signé le 19 mai 1976 entre la France, Monaco et l'Italie pour faire en sorte que les zones maritimes de la région Provence-Alpes-Côte d'Azur, de la Principauté de Monaco et de la Ligurie constituent une zone pilote de prévention et de lutte contre la pollution du milieu marin. Le plan RAMOGEPOL issu de cet accord est un plan d'intervention commun entre la France qui dispose de ses propres moyens engagés de lutte contre cette pollution maritime (plan Polmar).
Comme l'indique le site officiel ramoge.org, « la zone géographique de l'Accord s'étendait initialement de Saint Raphael à l'Ouest, à Monaco, et vers l'Est à Gênes, d'où le nom de RaMoGe constitué des premières syllabes des noms de ces trois villes.
Cette zone a été élargie et s'étend désormais de Marseille à La Spezia et plus précisément de l'embouchure du Grand Rhône à l'Ouest, à l'embouchure de la rivière Magra à l'Est ».

## Historique
Dans les années 1970, la zone frontalière Italie-Monaco-France ne fait pas l'objet de préoccupations concernant la pollution générée le long de la zone littorale.
Mettant en avant son intérêt pour une politique tournée vers la sauvegarde du milieu marin et de ses ressources, le Prince Rainier III de Monaco a proposé la création d'une zone pilote de lutte contre les pollutions marines.
Cette prise de conscience a souligné que cette zone devait faire l'objet d'efforts conjoints et coordonnés des trois pays riverains.
Ce projet prend alors le nom de "RAMOGE" issu des premières syllabes des trois villes Saint RAphaël, MOnaco, GEnes, situées aux extrémités et au centre de la zone retenue.
Afin de réaliser ce programme, le Prince Rainier III déclare en 1974, lors de la séance solennelle d'ouverture du XXIVe Congrès-assemblée plénière de la CIESM à Monaco, mettre à la disposition du Centre scientifique de Monaco le bateau Korallon . Celui-ci, après avoir subi d’importantes modifications afin de l’adapter à ses nouvelles fonctions, sera baptisé « Ramoge ». Il assurera le programme d’étude de la pollution des eaux côtières sous la responsabilité initiale des chercheurs du Centre scientifique de Monaco.
Depuis, ces limites géographiques ont été étendues aux villes de Marseille et de La Spezia, et plus précisément : de l'embouchure du Grand Rhône à l'Ouest, à l'embouchure de la rivière Magra à l'Est.